# Губаны (Ординский район)
Губаны — деревня в Ординском муниципальном округе Пермского края России.

## История
Известна с 1776 года. До 2019 года входила в состав ныне упразднённого Красноясыльского сельского поселения Ординского района.

## География
Деревня находится в юго-восточной части края, в пределах Уфимского плоскогорья, на расстоянии приблизительно 10 километров (по прямой) к юго-западу от села Орды, административного центра округа. Абсолютная высота — 199 метров над уровнем моря.
Климат
Климат характеризуется как континентальный, с продолжительной многоснежной холодной зимой и коротким тёплым летом. Средняя многолетняя температура самого холодного месяца (января) составляет −17,3 °С (абсолютный минимум — −50 °С), температура самого тёплого (июля) — 24,8 °С (абсолютный максимум — 38 °С). Среднегодовое количество осадков — 470—500 мм.

## Население
| 2010 |
| ---- |
| 2    |

Половой состав
По данным Всероссийской переписи населения 2010 года в половой структуре населения женщины составляли 100 %.
Национальный состав
Согласно результатам переписи 2002 года, в национальной структуре населения русские составляли 100 % из 5 чел.